# The Wolf Among Us
The Wolf Among Us (з англ. — «Вовк серед нас») — епізодична графічна пригодницька гра в жанрі нео-нуар, розроблена Telltale Games за мотивами серії коміксів Білла Віллінґема «Fables», до якої вона є приквелом. Гра складається з п'яти епізодів, які виходили протягом 2013 та 2014 років. Роздрібні версії для консолей PlayStation 3, PlayStation 4, PlayStation Vita, Xbox 360 і Xbox One були доступні в листопаді 2014 року. У грі гравці керують Бігбі Вульфом, шерифом Фейблтауна — підпільної спільноти в Нью-Йорку 1980-х років, що складається з різних фантастичних персонажів казок і фольклору, і повинні розслідувати серію загадкових вбивств, які сталися в Фейблтауні вперше за довгий час.
The Wolf Among Us була загалом добре прийнята критиками та здобула культовий статус. У липні 2017 року Telltale оголосила, що другий сезон The Wolf Among Us планується вийти у 2018 році. Однак у 2018 році Telltale зрештою довелося закритися з фінансових причин, а її активи придбала компанія LCG Entertainment. Однією з перших оригінальних ігор від цієї нової компанії, що працює під назвою Telltale Games, стане сиквел The Wolf Among Us під назвою The Wolf Among Us 2, який був анонсований у грудні 2019 року і має вийти у 2024 році.

## Геймплей

Внутрішньоігрові розмови представлені у вигляді дерев діалогів.

The Wolf Among Us — це графічна пригодницька гра з видом від третьої особи. Гравець керує протагоністом Бігбі Вульфом, який повинен розслідувати серію загадкових вбивств. Протягом гри гравець досліджує різні тривимірні середовища, наприклад як багатоквартирні будинки та бар. Досліджуючи середовище, гравець може знайти об'єкт, з яким можна взаємодіяти; коли це відбувається, він повинен навести курсор на об'єкт, щоб вибрати і дослідити його. Предмети, що зацікавили гравця, зберігаються в інвентарі і можуть бути використані пізніше в сюжеті. Гравець також може розмовляти з неігровими персонажами, і бачити розмови, представлені у вигляді дерев діалогів. Варіанти діалогів, обрані під час розмов, матимуть позитивний або негативний вплив на те, як інші персонажі сприйматимуть Бігбі, а їхнє сприйняття впливатиме на подальші події в історії. Деякі сцени є більш орієнтованими на дію, змушуючи гравця реагувати на серію підказок про quick time event (QTE). Гравець не зобов'язаний відповідати на кожну підказку, а пропуск певних підказок може вплинути на подальші події в сюжеті.

## Синопсис

### Сетинг
Дія «The Wolf Among Us» відбувається у 1986 році, майже за двадцять років до подій «Fables». Протягом багатьох років багато чарівних земель, описаних у міфах, легендах і фольклорі (відомих як Батьківщини), були окуповані загадковим тираном, відомим як Противник. Рятуючись від тоталітарного режиму Противника, багато мешканців Батьківщин (разом відомі як Казки) втекли до колоніальної Америки і створили анклав, відомий як Фейблтаун, що зараз знаходиться на території сучасного Мангеттена. Щоб замаскувати свою присутність від місцевих людей (яких називають «манді»), усі Казки-нелюди повинні придбати чари, відомі як «гламур», які дозволяють їм виглядати людьми, інакше їх переселять до сільської громади, відомої як «Ферма».

### Персонажі
Головний герой «Вовк серед нас» — Бігбі Вовк (Адам Гаррінгтон), колишній Великий Поганий Вовк. Він — шериф Фейблтауна, нині працює в «Діловому офісі» під керівництвом корумпованого тимчасового мера Іхабода Крейна (Роджер Л. Джексон). У розслідуванні йому допомагають Білосніжка (Ерін Іветт) і Чарівне Дзеркало (Гевін Хеммон), а також крилата мавпа Бафкін (Чак Куроукліс), що веде архіви Фейблтауна. Аристократ Синя Борода (Дейв Фенной) також працює в офісі, хоча його мотиви для цього незрозумілі. Бігбі мешкає в апартаментах у Вудлендсі, де час від часу зупиняється Колін (Брайан Соммер), одне з Трьох поросят. Красуня і Чудовисько (Мелісса Хатчісон і Гевін Хеммон) також мешкають у Вудлендсі, хоча наразі переживають не найкращі часи у своєму шлюбі. Серед казкових героїв, з якими часто спілкується Бігбі, — містер Жаба (Чак Куроукліс) та його син Ті Джей (Мелісса Хатчісон), які живуть у занедбаному багатоквартирному будинку неподалік.
У першому епізоді гравець знайомиться з Лісовиком (Адам Гаррінгтон), який живе в одному будинку з містером Жабою. На шляху Бігбі стоять Ді і Дам Твідл (Гевін Хеммон), близнюки-детективи і злочинці. Бігбі також стикається з Холлі (Джанет Ліпсі), тролем, який керує баром «Пастка», і барною мухою Гренделем (Kid Beyond). Другий епізод знайомить Бігбі з трикстером і злодієм Джеком Хорнером (Колін Бенуа), сутенером і власником стриптиз-клубу «Пудинг і пиріг» Джорджі Порджі (Кевін Говарт), а також колишньою Русалонькою, повією Нерісою (Моллі Бенсон), коханкою Джорджі Вівіан (Сенді Делонга) і вишибалою в клубі Кмітливим Гансом (Бен Нолл). Третій епізод знайомить з прибиральником Мухоловкою (Дастін Рубін), лихварем з великим впливом у Фейблтауні Кривим Чоловіком (Філіп Бенкс), його садистською поплічницею Кривавою Мері (Кетрін Крессида), і тіткою Грінліф (Лора Бейлі), відьмою-шахрайкою, яка нелегально продає дешеві чари з чорного ринку у Фейблтаун. У четвертому епізоді з'являються Джерсійський Диявол (Боббі Вікерс), менеджер ломбарду «Щасливий» і ще один поплічник Шахрая, та Йоганн М'ясник (Террі Макговерн), колишній власник м'ясної крамниці «Зрізати вище», якого поплічники Шахрая витіснили зі свого бізнесу.

### Сюжет
Це загальний огляд сюжету. Певні рішення, прийняті гравцем, змінюватимуть деталі конкретних подій.
Бігбі Вульф, раніше — Великий Злий Вовк, є шерифом Фейблтауна — таємної спільноти казкових персонажів, розташованої в Нью-Йорку 1980-х років. Отримавши виклик від містера Жаби, Бігбі захищає повію від п'яного Лісовика. Перед тим, як піти, вона каже йому, що він не такий поганий, як про нього всі говорять. Пізніше тієї ж ночі Бігбі та Білосніжка знаходять голову цієї жінки, залишену на порозі Вудлендс. За підказками, залишеними на голові, вони ідентифікують її як Фейт, казкову героїню з Різношерстки. Заступник мера Іхабод Крейн наказує йому та Білосніжці розслідувати її смерть. Вони вирушають до квартири, яку вона ділила зі своїм чоловіком принцом Лоуренсом, і знаходять Твідлів, Ді та Дама, які нишпорять там. Бігбі переслідує їх, але їм вдається втекти. Він і Білосніжка дізнаються, що Лоуренс і Фейт ледве зводили кінці з кінцями, і Фейт зайнялася проституцією, щоб оплатити рахунки. Бігбі залишає Білосніжку у Вудлендсі, а сам продовжує шукати зачіпки. Коли він повертається, то бачить, що Вудлендс оточений поліцією, а голова Білосніжки лежить на сходах будівлі.
Бігбі забирає на допит поліція «манді», але Крейн використовує заклинання, щоб стерти цей інцидент з пам'яті поліцейських. Коли вони повертаються, то з подивом виявляють, що Білосніжка жива; насправді це була голова троля на ім'я Лілі, замаскована за допомогою чар, що продаються на чорному ринку. Бігбі відстежує зв'язки Лілі зі стриптиз-клубом «Пудинг і пиріг», яким керує Джорджі Порджі, але Джорджі заявляє про свою невинуватість. Інша повія, Нерісса, загадково направляє Бігбі до сусіднього готельного номера, де він знаходить кров Лілі та фотодокази того, що Крейн вступав у статеві стосунки з Лілі, замаскованою під Білосніжку. Повідомивши про це Білосніжку, вони повертаються до Вудлендсу, де виявляють, що Крейн зник, а Чарівне Дзеркало, яке могло б вказати на його місцезнаходження, розбите на друзки, і одного осколка не вистачає.
Бігбі йде по сліду підказок про місцезнаходження Крейна до квартири тітоньки Грінліф, відьми, яка виготовляє чари для чорного ринку. Дорогою він дізнається, що Крейн роками привласнював собі гроші Фейблтауна, щоб розрахуватися з лихварем, відомим під прізвиськом Кривий Чоловік. Грінліф вказує Бігбі та Білосніжці на «Пудинг і пиріг». Увірвавшись до клубу, вони застають Крейна, який намагається вибити з повій інформацію, щоб довести свою невинуватість. Хоча Сноу розуміє, що Крейн не був убивцею, його все одно заарештовують за розтрату. Коли вони виходять з клубу, на них нападають Кривий Чоловік і його поплічники, Твідли і Кривава Мері. Мері та Твідли нацьковують Бігбі на його форму перевертня, і починається бійка. Коли Мері смертельно ранить Бігбі срібною кулею, Білосніжка зупиняє бійку і добровільно віддає Крейна, щоб врятувати життя Бігбі.
Повернувшись до Вудлендсу, Бігбі намагається знайти нові докази. Коли з'являється Нерісса, він розуміє, що стрічка, яку вона носить, заважає їй говорити правду, і що Фейт, яка теж носила таку саму стрічку, померла, коли її зняли. Він йде по іншому сліду підказок і знаходить докази існування чорного ринку чар в м'ясній крамниці «Зрізати вище» і ломбарді «Щасливий пішак», що належить Джерсійському Дияволу і через який Кривий Чоловік роздає свої позики. Бігбі також помічає присутність Крейна, а також зниклого дзеркального уламка. Повернувши осколок на місце, дзеркало показує, що Мері посадила Крейна на закордонний рейс до Парижа, щоб він не наговорив зайвого, а також наступне місцезнаходження дверей до лігва Кривого Чоловіка, які пересуваються містом.
Бігбі сам потрапляє до лігва Кривого Чоловіка, де зустрічається з ним та його агентами. Кривий Чоловік викриває Джорджі як вбивцю Фейт і Лілі і стверджує, що він неправильно зрозумів його наказ розправитися з ними, але Джорджі в свою чергу стверджує, що Кривий Чоловік наказав йому саме вбити жінок. Зав'язується бійка, і Кривий Чоловік та смертельно поранений Джорджі тікають. Коли Бігбі переслідує вмираючого Джорджі та його коханку Вівіан до «Пудингу і пирога», вона пояснює, що Кривий Чоловік і Джорджі намагалися зупинити змову, яку очолила Фейт з іншими повіями, щоб уникнути примусового рабства. Вівіан виявляється справжньою дівчиною зі стрічкою на шиї, яка зробила копії стрічок, щоб заманити інших жінок у пастку і змусити їх працювати на Джорджі. Шкодуючи про скоєне, Вівіан розв'язує стрічку, відрубує собі голову і знімає закляття.
Бігбі знаходить Кривого Чоловіка, який переховується у старій ливарні, і, перетворившись на справжнього вовка, щоб убити Криваву Мері, заганяє його в кут в Офісі, де лиходій вимагає справедливого суду у Вудленлдсі. Бігбі приводить Кривого Чоловіка живим чи мертвим до ділової контори, де він і Білосніжка змушені захищати свої дії від претензій з боку Казок, що зібралися в «Діловому офісі». Бігбі переказує зізнання Вівіан і Джорджі про причетність Кривого Чоловіка, але його словам не довіряють. З'являється Нерісса і свідчить, що вона та ще п'ятеро жінок чули, як Кривий Чоловік наказував убивати. Їхні свідчення вважаються достатніми для того, щоб вважати, що Бігбі вчинив правильно. Якщо Кривий Чоловік живий, Бігбі дозволяється обрати для нього форму покарання: ув'язнити його назавжди, перерізати йому шию і вбити, або ж кинути до Відьомського Колодязя (використовуваного для утилізації мертвих Казок).
В епілозі Білосніжка стає новим заступником мера і розбирається з наслідками дій Кривого Чоловіка, а Бігбі проводжає Казки, які повертаються на «Ферму». Нерісса підходить до нього і зізнається, що вона, Фейт і Лілі вигадали план шантажу Джорджі і Кривого Чоловіка заради їхньої свободи, використовуючи фотографію Лілі і Крейна разом, але Джорджі вбив обох жінок, коли вона запанікувала і розкрила йому їхній план. Нерісса залишила голову Фейт у Вудлендсі, щоб залучити до справи Бігбі, оскільки знала, що якщо у когось і є шанс зійтися з Кривим Чоловіком віч-на-віч і вийти переможцем, то це у Бігбі, і дала неправдиві свідчення, щоб покарати Кривого Чоловіка, будучи переконаною, що саме він замовив їхні смерті, але не маючи доказів, щоб це довести. Вона пояснює, що, хоча Бігбі і має свої недоліки, без нього Фейблтаун не вижив б. Якби не його боротьба з несправедливістю та власними внутрішніми демонами на благо громади, всі були б мертві через дії таких людей, як Кривий Чоловік. Йдучи, вона зауважує, що Бігбі не такий поганий, як про нього говорять, що змушує Бігбі згадати схожі слова Фейт і поставити під сумнів справжню особистість Нерісси, натякаючи на те, що Фейт насправді не мертва. Бігбі має вибір: піти за Неріссою або відпустити її.

## Епізоди
Епізодичні релізи для платформ Microsoft Windows, Xbox 360, OS X та PlayStation 3 вийшли майже одночасно протягом одного тижня; очікувалося, що епізодичні релізи для iOS та PlayStation Vita відстануть від них приблизно на місяць. 
| № серії | Назва серії           | Режисер(и)                    | Сценарист(и)                             | Оригінальна дата виходу |
| --- | --------------------- | ----------------------------- | ---------------------------------------- | ----------------------- |
| 1 | «Faith»               | Nick Herman and Dennis Lenart | Pierre Shorette                          | 11 жовтня 2013          |
| Перше за кілька років вбивство Казки виводить Бігбі на слід убивці. |                       |                               |                                          |                         |
| 2 | «Smoke and Mirrors»   | Jason Latino                  | Dave Grossman Adam Hines Nicole Martinez | 4 лютого 2014           |
| Бігбі продовжує розслідувати справу "серійного вбивці", що розгулює вулицями Фейблтауна. Він також намагається знайти відповіді у сутенера Фейт: Джорджі Порджі, і стає більш втягнутим у справи Красуні та Чудовиська. |                       |                               |                                          |                         |
| 3 | «A Crooked Mile»      | Martin Montgomery             | Adam Hines Nicole Martinez               | 8 квітня 2014           |
| Після шокуючого одкровення Бігбі переслідує Іхабода Крейна, який зараз переховується. |                       |                               |                                          |                         |
| 4 | «In Sheep's Clothing» | Kent Mudle                    | Dan Martin                               | 27 травня 2014          |
| Бігбі повинен зануритися в кримінальний світ, щоб знайти Кривого Чоловіка. |                       |                               |                                          |                         |
| 5 | «Cry Wolf»            | Vahram Antonian               | Nicole Martinez Adam Hines               | 8 липня 2014            |
| Таємниці розкриваються і рішення приймаються, коли Бігбі вступає у двобій з Кривим Чоловіком, стикається з його найсмертоноснішим агентом, Кривавою Мері, і дізнається всю правду про його злочини проти Фейблтауна.    |                       |                               |                                          |                         |

## Розробка
У 2011 році Telltale Games оголосила, що придбала ліцензії на розробку відеоігор за мотивами двох серій коміксів: «Ходячі мерці» Роберта Кіркмана та «Fables» Білла Віллінґема. Це оголошення з'явилося приблизно в той самий час, коли телевізійний серіал «Ходячі мерці» став надзвичайно успішним, що змусило Telltale зосередитися на розробці гри за мотивами «Ходячих мерців» у 2011 та 2012 роках. Гра була випущена у квітні 2012 року і стала критично успішною для Telltale. Після виходу The Walking Dead компанія почала працювати над Fables, але, за словами Джоба Стауффера (Job Stauffer) з Telltale, вони билися над сюжетом гри понад півтора року. Стауффер сказав, що в якийсь момент вони вирішили, що гра більше схожа на комедію, але без особливого гумору і в непридатному для продажу стані. Стауффер сказав, що їхня команда згуртувалася, щоб переорієнтувати гру, відклавши її реліз з початку 2012 року на кінець 2012 року, і, зрештою, на жовтень 2013 року, коли вона нарешті була відправлена у продаж. Це дозволило Telltale включити механіки, які виявилися успішними в The Walking Dead, у гру Fables.
Через ці затримки Telltale повторно анонсувала гру Fables на New York Comic Con у жовтні 2012 року. Назва The Wolf Among Us була розкрита в березні 2013 року, і заснована вона на головному герої Бігбі Вульфі.
Попередні замовлення були доступні 3 жовтня 2013 року на сайтах Telltale Games та Steam. Ті, хто оформив передзамовлення через Telltale, отримали колекційний DVD наприкінці сезону.
Спочатку гра була випущена у вигляді п'яти епізодів у період з жовтня 2013 року по липень 2014 року для платформ Microsoft Windows, PlayStation 3 та Xbox 360.

### Анонси та дати релізу
- 8 жовтня 2013 року було оголошено, що "The Wolf Among Us" вийде на Xbox 360, PC та Mac по всьому світу 11 жовтня.[37]
- 11 жовтня 2013 року цифрове завантаження вийшло по всьому світу для Xbox 360 та для Microsoft Windows у магазині Telltale Games.[38] Також було оголошено, що воно вийде на PlayStation 3 15 жовтня в Північній Америці.[39]
- 14 жовтня 2013 року цифрове завантаження для OS X з магазину Telltale Games стало доступним по всьому світу після виправлення помилки у збірці релізу від 11 жовтня.[38][40] Воно також стала доступне в Steam для ПК і Mac.
- 15 жовтня 2013 року цифрове завантаження вийшло на PlayStation 3 у Північній Америці[6] та 16 жовтня 2013 року в Європі та Австралії.[41]
- 24 жовтня 2013 року було оголошено, що гра вийде на iOS та PlayStation Vita восени.[42] Версія для iOS була випущена по всьому світу 4 грудня 2013 року.[43]
- 10 лютого 2014 року було оголошено, що гра вийде на PlayStation Vita у 2014 році.[44]
- 30 травня 2014 року було оголошено, що гра вийде на PlayStation 4 та Xbox One пізніше того ж року. Роздрібні версії для PlayStation 3 та Xbox 360 також були доступні для попереднього замовлення.[45]
- 4 листопада 2014 року гра вийшла на PlayStation 4, PlayStation Vita та Xbox One у Північній Америці, а 7 листопада 2014 року — в Європі в роздрібних та цифрових магазинах. Крім того, в ті ж дні вийшли роздрібні версії для PlayStation 3 та Xbox 360.[46][12]

## Прийом
| Гра                             | Середня оцінка Metacritic                           |
| ------------------------------- | --------------------------------------------------- |
| The Wolf Among Us               | (PS4) 83/100 (X360) 83/100 (PC) 80/100              |
| Episode 1 — Faith               | (PS3) 85/100 (PC) 85/100 (iOS) 83/100 (X360) 82/100 |
| Episode 2 — Smoke and Mirrors   | (PS3) 82/100 (PC) 76/100 (X360) 73/100              |
| Episode 3 — A Crooked Mile      | (PS3) 82/100 (PC) 82/100 (X360) 77/100              |
| Episode 4 — In Sheep's Clothing | (PC) 75/100 (X360) 74/100 (PS3) 69/100              |
| Episode 5 — Cry Wolf            | (X360) 85/100 (PC) 84/100 (PS3) 75/100              |

The Wolf Among Us отримала переважно позитивні відгуки від критиків. Похвалу отримали сюжет гри, послідовність дій, атмосфера, візуальний стиль та вірність першоджерелу, тоді як критика була зосереджена на темпі гри та технічних питаннях.

### Епізод 1— Faith
Епізод 1 — Faith отримав позитивні відгуки від критиків. Сайт-агрегатор рецензій Metacritic поставив версії для PlayStation 3 оцінку 85/100, ПК — 85/100, а Xbox 360 — 82/100.

### Епізод 2— Smoke and Mirrors
Епізод 2 — Smoke and Mirrors отримав від критиків змішані та позитивні відгуки. Metacritic поставив версії для PlayStation 3 оцінку 82/100, ПК — 76/100, а Xbox 360 — 73/100.

### Епізод 3— A Crooked Mile
Епізод 3 — A Crooked Mile отримав позитивні відгуки. Metacritic дав версії для PlayStation 3 оцінку 82/100, ПК — 82/100, і Xbox 360 — 77/100.

### Епізод 4— In Sheep's Clothing
Епізод 4 — In Sheep's Clothing отримав від критиків змішані та позитивні відгуки. Metacritic поставив версії для ПК оцінку 75/100, Xbox 360 — 74/100, а PlayStation 3 — 69/100.

### Епізод 5— Cry Wolf
Епізод 5 — Cry Wolf отримав позитивні відгуки критиків. Metacritic оцінив версію для ПК на 84/100, Xbox 360 — 85/100, а PlayStation 3 — 75/100.

### Нагороди
Під час 17-ї щорічної церемонії нагородження D.I.C.E. Awards гра The Wolf Among Us отримала номінацію «Мобільна гра року». Під час церемонії нагородження наступного року вся серія Wolf Among Us отримала номінації «Видатні досягнення в сюжеті» та «Пригодницька гра року» від Академії інтерактивних мистецтв і наук (Academy of Interactive Arts & Sciences).
Серія була номінована на дві премії BAFTA Games Awards 2014 року за сюжет і виконавця (Адам Гаррінгтон у ролі Бігбі Вулфа), програвши в обох номінаціях грі «The Last of Us: Left Behind».
На церемонії нагородження Національної академії оглядачів індустрії відеоігор (NAVGTR) 2014 року гра перемогла в номінації «Режисура в ігровому кіно» та отримала шість номінацій: «Сценарій у драмі» (П'єр Шорет), «Головна чоловіча роль у драмі» (Адам Гаррінгтон), «Оригінальна драматична партитура, франшиза» (Джаред Емерсон-Джонсон), «Оригінальна пригодницька гра» (Джо Пінні), «Операторська робота в ігровому рушії» (Денніс Ленарт) та «Сучасна художня режисура» (Девід Боґан).

## Комікс-адаптація
На нью-йоркському Comic Con 2014 року видавництво Vertigo Comics оголосило, що адаптує гру The Wolf Among Us у вигляді коміксу, який вийде спочатку в цифровому форматі в грудні 2014 року, а згодом — у друкованому вигляді. Історію для коміксу адаптували Лайла Стерджес (Lilah Sturges), яка раніше писала для серії Fables, та Дейв Джастус (Dave Justus), залишаючись в цілому вірними історії гри, але досліджуючи деяких персонажів та передісторію більш глибоко. З того часу комікс було завершено.

## Продовження
Коли в липні 2014 року The Wolf Among Us було завершено, Telltale подумували про другий сезон, але вони вже були зайняті в таких проектах, як Tales from the Borderlands, Minecraft: Story Mode та Game of Thrones. Компанія знала про великий інтерес до другого сезону впродовж наступних років, і вони шукали відповідний час для його розробки.
Другий, ще не названий, сезон був анонсований на San Diego Comic Con в липні 2017 року, а його прем'єра була запланована на 2018 рік для персональних комп'ютерів, консолей і мобільних пристроїв. Харрінгтон та Іветт мали повернутися до озвучення Бігбі та Білосніжки відповідно. Стауффер сказав, що у другому сезоні не буде розв'язки, пов'язаної зі зв'язком Нерісси з Фейт; він сказав, що кінцівка мала бути схожою на фільм-нуар, який змушує глядача замислитися над наслідками, але сам глядач ніколи не бачив у цьому розв'язки. Натомість 2 сезон мав би продовжитися з більшою кількістю наративу, пов'язаного з Бігбі та Білосніжкою. У травні 2018 року Telltale оголосила, що через нещодавні внутрішні проблеми студії вони змушені відкласти випуск продовження до 2019 року. У вересні 2018 року Telltale закрила більшість студій через «непереборні проблеми», скасувавши другий сезон The Wolf Among Us, як й інші проекти у розробці.
Після відродження Telltale компанією LCG Entertainment, The Wolf Among Us була однією з ігор, яку теж придбала LCG, але тоді не було зроблено жодного оголошення про продовження. Компанія анонсувала The Wolf Among Us 2 на церемонії The Game Awards 2019. Сиквел продовжить події після першої гри, хоча й залишиться приквелом до коміксів. Гра розробляється спільно зі студією AdHoc Studio, створеною колишніми співробітниками Telltale Games, які зосередяться на сюжеті та кінематографічних елементах гри, тоді як Telltale займатиметься геймплеєм та іншим дизайном. Окрім співробітників Telltale, Харрінгтон та Іветт повернуться до озвучення Бігбі та Білосніжки, а Емерсон-Джонсон напише музику до гри. Гра розробляється на рушію Unreal Engine, і буде випущена в епізодичному форматі. Цей сиквел буде створений повністю з нуля, без використання жодної з ідей та початкових напрацювань, які були зроблені під колишнім брендом Telltale до його закриття. На відміну від попереднього циклу, де кожен епізод розроблявся окремо, всі епізоди The Wolf Among Us 2 розробляються одночасно. Реліз гри заплановано на 2024 рік.